# Aureolejeunea aurifera
Aureolejeunea aurifera är en bladmossart som beskrevs av Rudolf Mathias Schuster. Aureolejeunea aurifera ingår i släktet Aureolejeunea och familjen Lejeuneaceae. Inga underarter finns listade i Catalogue of Life.